# CLX (Common Lisp)
CLX je standardní klientská knihovna systému X Window System pro jazyk Common Lisp. Je obdobou knihovny Xlib určené pro programovací jazyk C. Knihovna CLX je napsána výhradně v jazyce Common Lisp, nepoužívá knihovnu Xlib.
CLX obsahuje datové typy, funkce a makra pro interakci se serverem X prostřednictvím jeho základního protokolu X Window System core protokol – jeho prostřednictvím odesílá požadavky a přijímá události a odpovědi.